# گورستان و امامزاده کران
گورستان و امامزاده کران مربوط به دوره صفوی است و در شهرستان فارسان، بخش مرکزی، روستای کران واقع شده و این اثر در تاریخ ۱۹ مرداد ۱۳۸۴ با شمارهٔ ثبت ۱۲۸۵۶ به‌عنوان یکی از آثار ملی ایران به ثبت رسیده است.